# Drugi rząd lorda Salisbury’ego

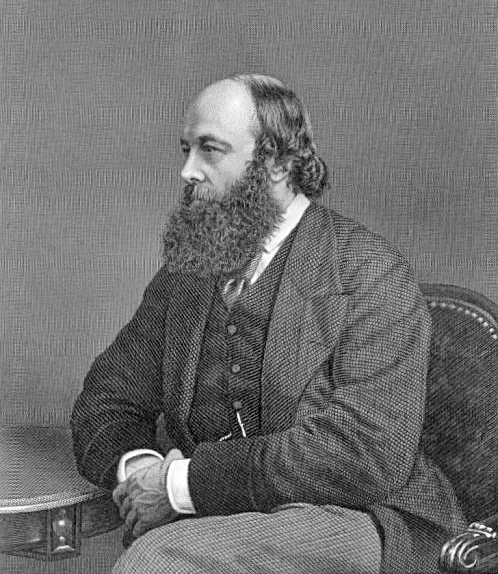
Markiz Salisbury, premier, pierwszy lord skarbu, minister spraw zagranicznych, przewodniczący Izby Lordów

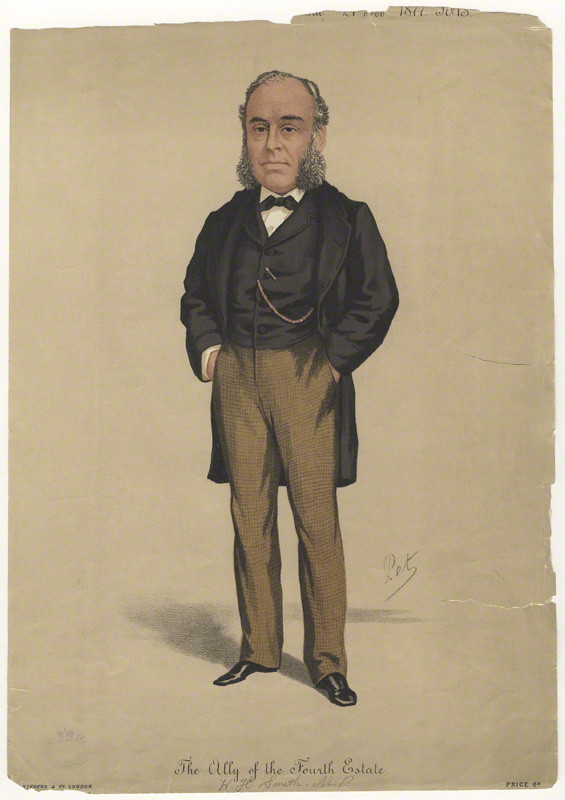
William Henry Smith, minister wojny, pierwszy lord skarbu, przewodniczący Izby Gmin

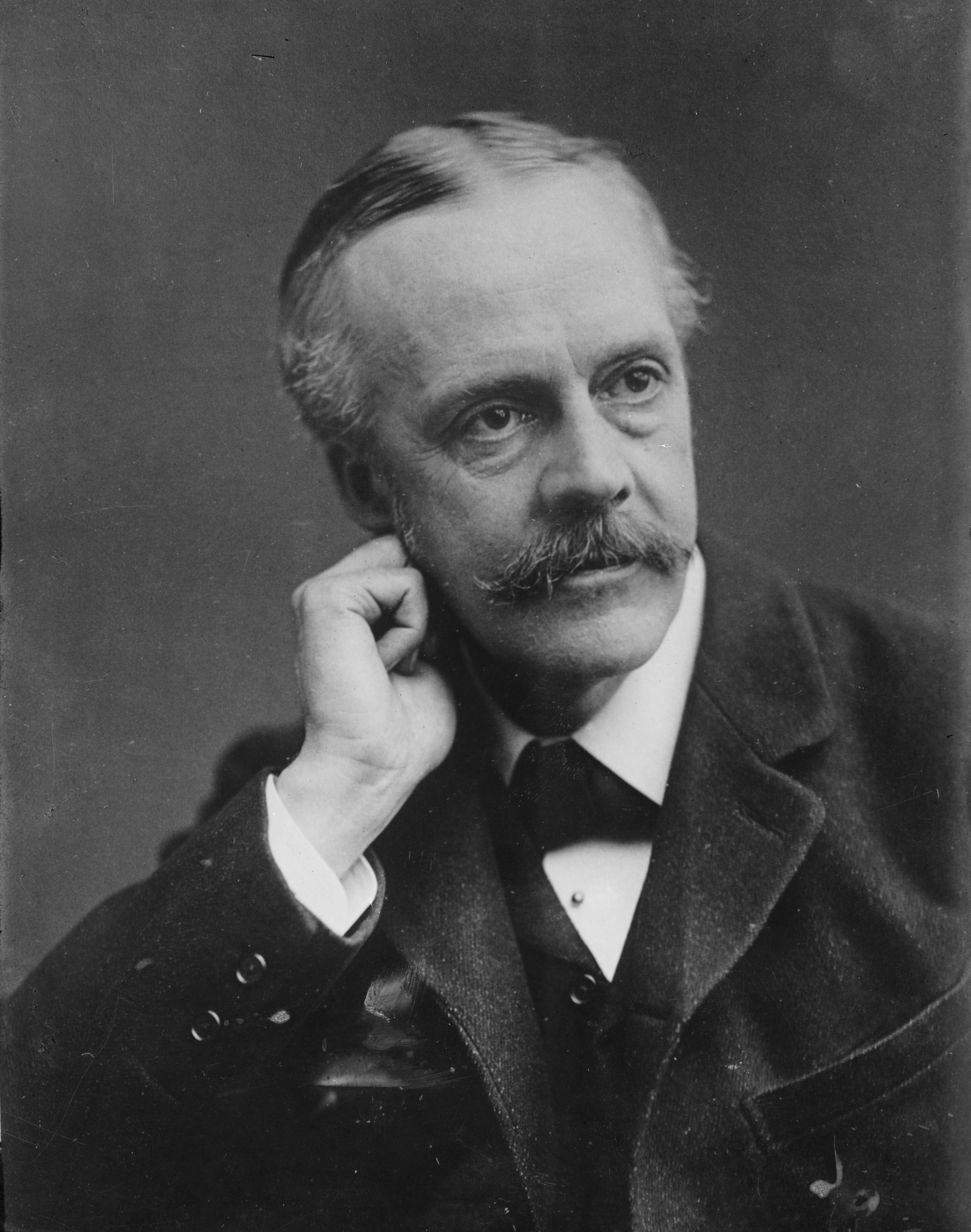
Arthur Balfour, minister ds. Szkocji, główny sekretarz Irlandii, pierwszy lord skarbu, przewodniczący Izby Gmin

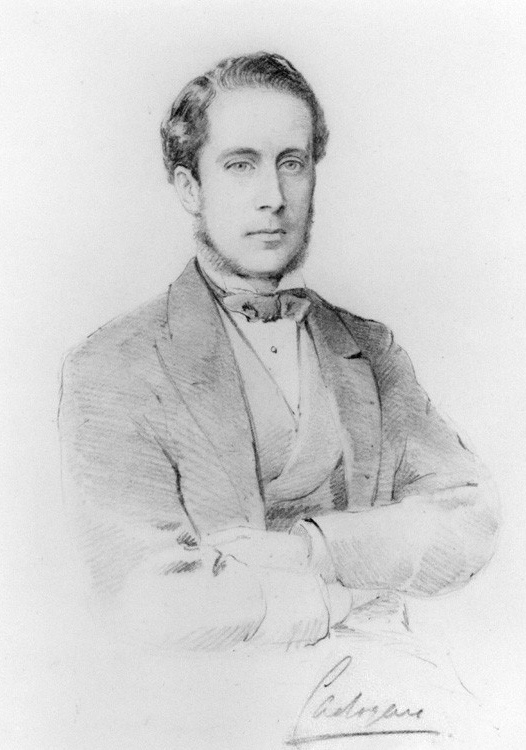
Hrabia Cadogan, lord tajnej pieczęci

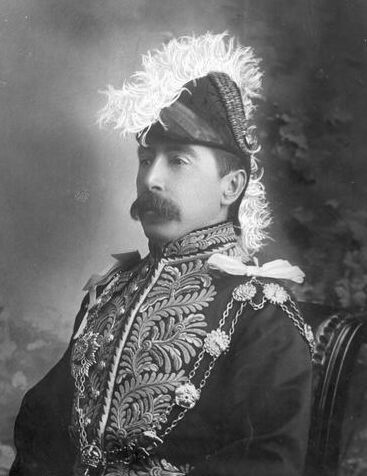
Henry Northcote, zastępca generała artylerii

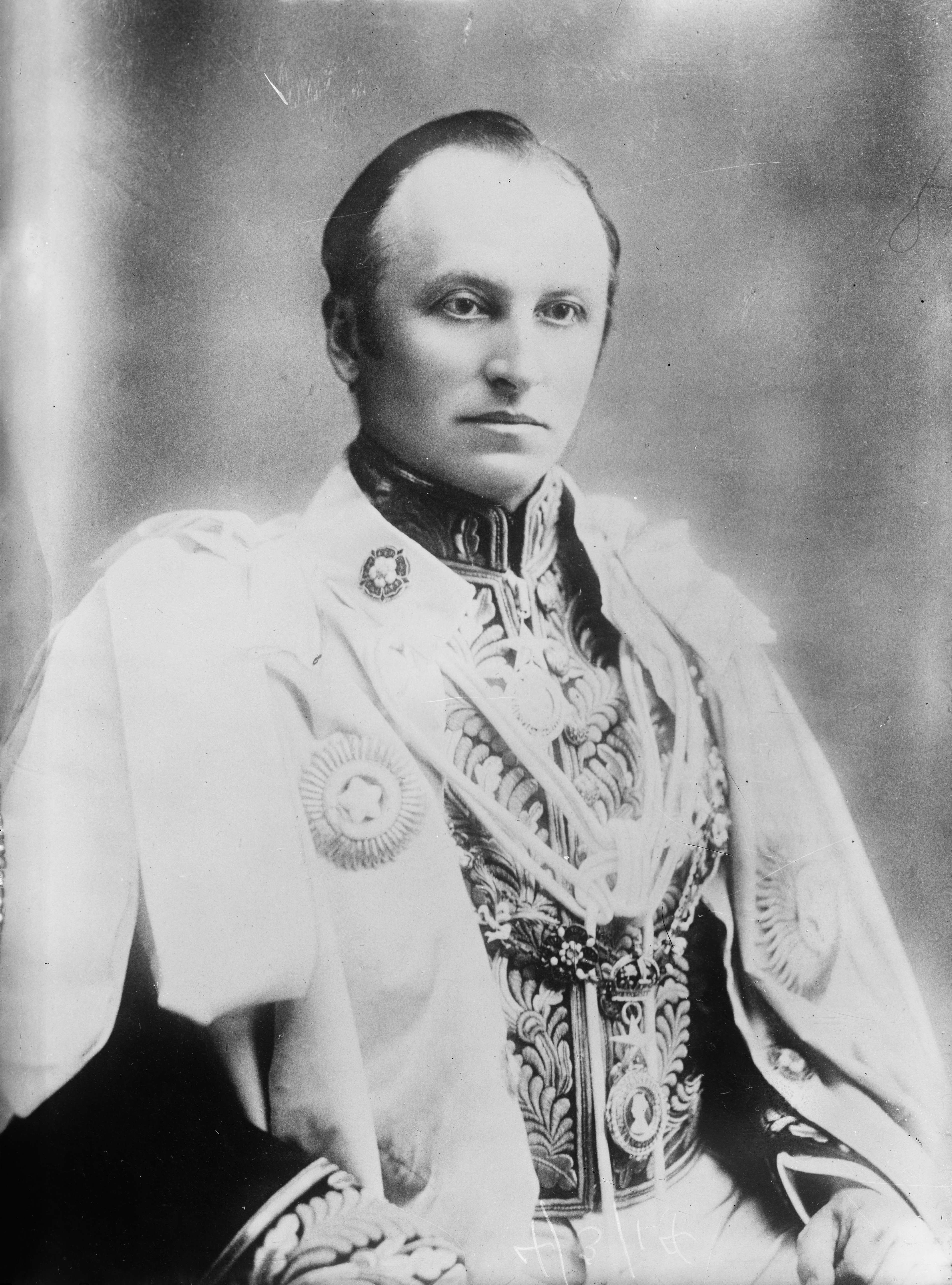
George Curzon, podsekretarz stanu w ministerstwie ds. Indii

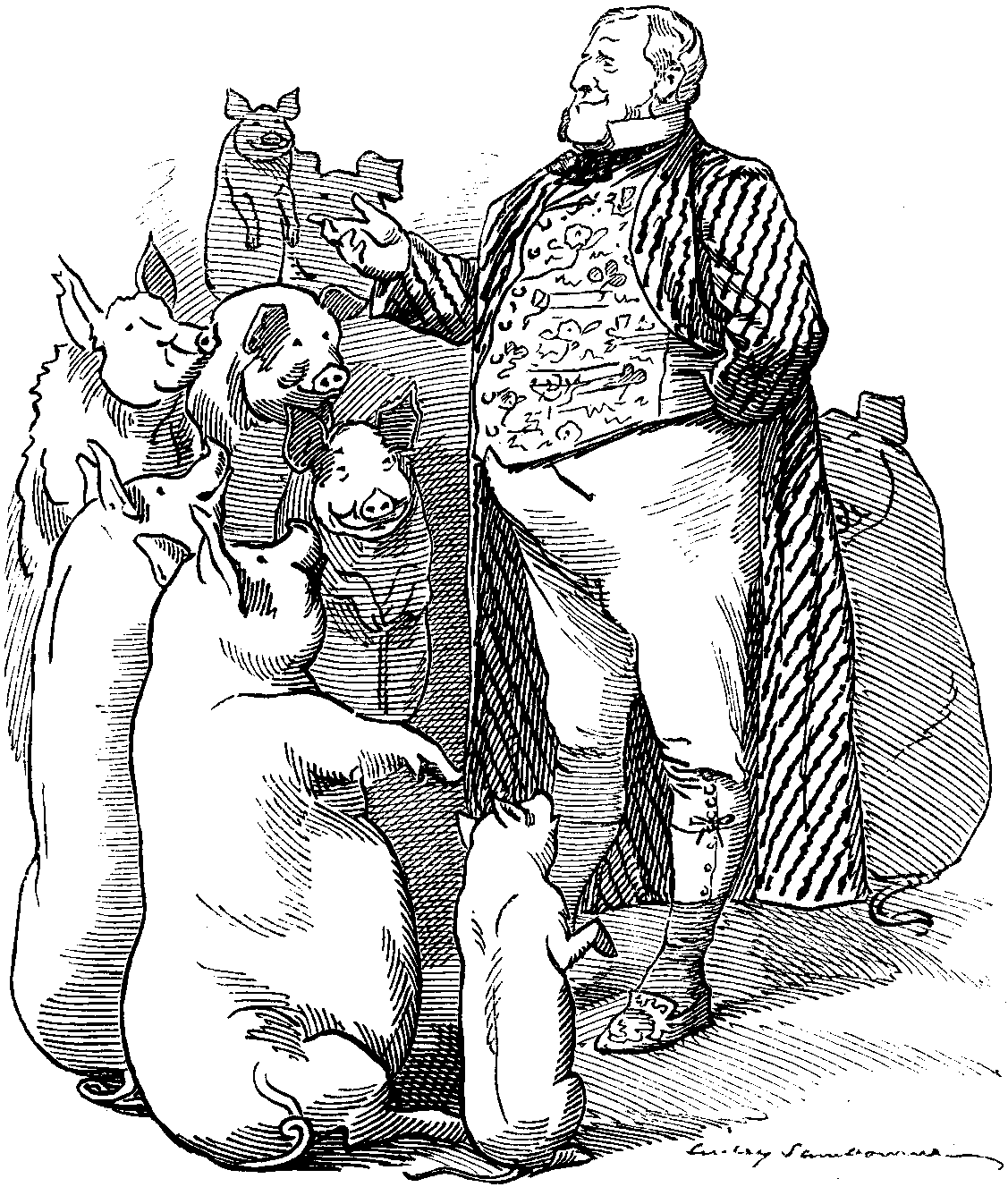
Henry Chaplin, przewodniczący Rady Rolnictwa

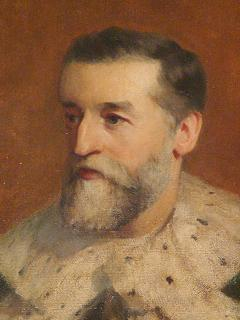
Markiz Lothian, minister ds. Szkocji

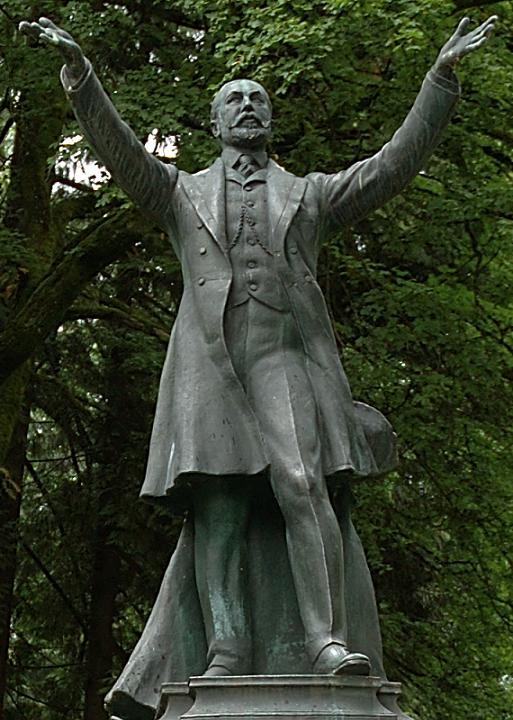
Baron Stanley of Preston, przewodniczący Zarządu Handlu

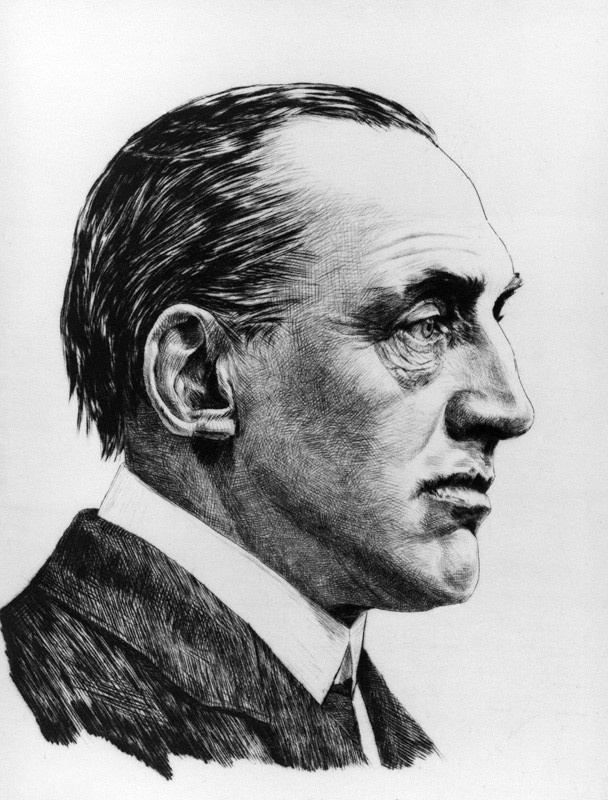
Edward Carson, Radca Generalny Irlandii

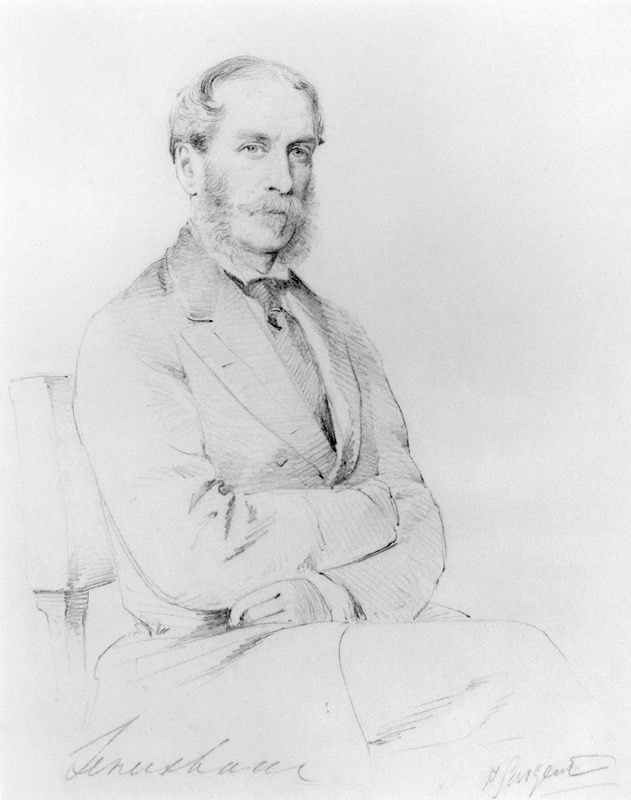
Wicehrabia Lewisham, wiceszambelan Dworu Królewskiego

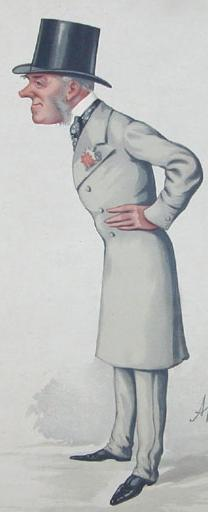
Hrabia Coventry, opiekun stajni królewskich

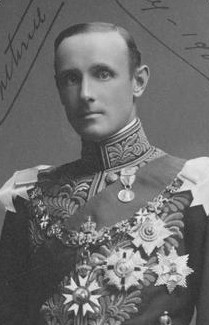
Hrabia Hopetoun, lord-in-waiting

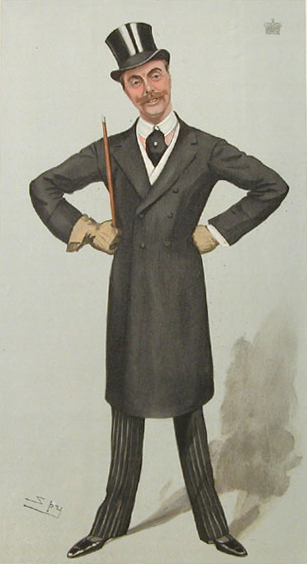
Baron Churchill, lord-in-waiting

Drugi rząd pod przewodnictwem Roberta Gascoyne’a-Cecila, 3. markiza Salisbury. powstał 25 lipca 1886 i przetrwał do 11 sierpnia 1892.
Członków ścisłego gabinetu wyróżniono tłustym drukiem.

## Skład rządu
| Urząd                                                  | Imię i nazwisko | Kadencja                                                                                       |
| ------------------------------------------------------ | --- | ---------------------------------------------------------------------------------------------- |
| Premier Przewodniczący Izby Lordów                     | Robert Gascoyne-Cecil, 3. markiz Salisbury | 1886–1892                                                                                      |
|                                                        | |                                                                                                |
| Pierwszy lord skarbu                                   | Robert Gascoyne-Cecil, 3. markiz Salisbury William Henry Smith Arthur Balfour | 1886–1887 1887–1891 1891–1892                                                                  |
| Kanclerz skarbu                                        | lord Randolph Churchill George Goschen | 1886–1887 1887–1892                                                                            |
| Parlamentarny sekretarz skarbu                         | Aretas Akers-Douglas | 1886–1892                                                                                      |
| Finansowy sekretarz skarbu                             | William Jackson John Eldon Gorst | 1886–1891 1891–1892                                                                            |
| Młodsi lordowie skarbu                                 | Sidney Herbert William Walrond Herbert Maxwell | 1886–1892                                                                                      |
| Lord kanclerz                                          | Hardinge Giffard, 1. baron Halsbury | 1886–1892                                                                                      |
| Lord przewodniczący Rady                               | Gathorne Hardy, 1. wicehrabia Cranbrook | 1886–1892                                                                                      |
| Lord tajnej pieczęci                                   | George Cadogan, 5. hrabia Cadogan | 1886–1892                                                                                      |
| Minister spraw wewnętrznych                            | Henry Matthews | 1886–1892                                                                                      |
| Podsekretarz stanu w ministerstwie spraw wewnętrznych  | Charles Stuart-Wortley | 1886–1892                                                                                      |
| Minister spraw zagranicznych                           | Stafford Northcote, 1. hrabia Iddesleigh Robert Gascoyne-Cecil, 3. markiz Salisbury | 1886–1887 1887–1892                                                                            |
| Podsekretarz stanu w ministerstwie spraw zagranicznych | James Fergusson James Lowther | 1886–1891 1891–1892                                                                            |
| Minister wojny                                         | William Henry Smith Edward Stanhope | 1886–1891 1891–1892                                                                            |
| Podsekretarz stanu w ministerstwie wojny               | George Harris, 4. baron Harris Adelbert Brownlow-Cecil, 3. hrabia Brownlow | 1886–1890 1890–1892                                                                            |
| Finansowy sekretarz w ministerstwie wojny              | St John Brodrick | 1886–1892                                                                                      |
| Zastępca generała artylerii                            | Henry Northcote | 1886–1888                                                                                      |
| Minister ds. kolonii                                   | Edward Stanhope Henry Holland, 1. baron Knutsford | 1886–1887 1887–1892                                                                            |
| Podsekretarz stanu w ministerstwie ds. kolonii         | Windham Wyndham-Quin, 4. hrabia Dunraven i Mount-Earl William Onslow, 4. hrabia Onslow Henry de Worms | 1886–1887 1887–1888 1888–1892                                                                  |
| Minister ds. Indii                                     | Richard Cross, 1. wicehrabia Cross | 1886–1892                                                                                      |
| Podsekretarz stanu w ministerstwie ds. Indii           | John Eldon Gorst George Curzon | 1886–1891 1891–1892                                                                            |
| Przewodniczący Izby Gmin                               | lord Randolph Churchill William Henry Smith Arthur Balfour | 1886–1887 1887–1891 1891–1892                                                                  |
| Pierwszy lord Admiralicji                              | George Hamilton | 1886–1892                                                                                      |
| Parlamentarny sekretarz przy Admiralicji               | Arthur Forwood | 1886–1892                                                                                      |
| Cywilny lord Admiralicji                               | Ellis Ashmead-Bartlett | 1886–1892                                                                                      |
| Przewodniczący Rady Rolnictwa                          | Henry Chaplin | 1889–1892                                                                                      |
| Główny sekretarz Irlandii                              | Michael Hicks-Beach Arthur Balfour William Jackson | 1886–1887 1887–1891 1891–1892                                                                  |
| Lord namiestnik Irlandii                               | Charles Vane-Tempest-Stewart, 6. markiz Londonderry Lawrence Dundas, 3. hrabia Zetland | 1886–1889 1889–1892                                                                            |
| Lord kanclerz Irlandii                                 | Edward Gibson, 1. baron Ashbourne | 1886–1892                                                                                      |
| Kanclerz Księstwa Lancaster                            | Gathorne Hardy, 1. wicehrabia Cranbrook John Manners, 7. książę Rutland | 1886 1886–1892                                                                                 |
| Przewodniczący Rady Zarządu Lokalnego                  | Charles Ritchie | 1886–1892                                                                                      |
| Parlamentarny sekretarz przy Radzie Zarządu Lokalnego  | Walter Long | 1886–1892                                                                                      |
| Minister bez teki                                      | Michael Hicks-Beach | 1887–1888                                                                                      |
| Minister ds. Szkocji                                   | Arthur Balfour Schomberg Kerr, 9. markiz Lothian | 1886–1887 1887–1892                                                                            |
| Przewodniczący Zarządu Handlu                          | Frederick Stanley, 1. baron Stanley of Preston Michael Hicks-Beach | 1886–1888 1888–1892                                                                            |
| Parlamentarny sekretarz przy Zarządzie Handlu          | Henry de Worms William Onslow, 4. hrabia Onslow Alexander Bruce, 6. lord Balfour of Burleigh | 1886–1888 1888–1889 1889–1892                                                                  |
| Wiceprzewodniczący Komitetu Edukacji                   | Henry Holland William Hart Dyke | 1886–1887 1887–1892                                                                            |
| Paymaster-General                                      | Frederick Lygon, 6. hrabia Beauchamp Adelbert Brownlow-Cecil, 3. hrabia Brownlow Victor Villiers, 7. hrabia Jersey Robert Windsor-Clive, 14. baron Windsor | 1886–1887 1887–1889 1889–1890 1890–1892                                                        |
| Poczmistrz generalny                                   | Henry Cecil Raikes James Fergusson | 1886–1891 1891–1892                                                                            |
| Pierwszy komisarz ds. prac publicznych                 | David Plunket | 1886–1892                                                                                      |
| Prokurator generalny                                   | Richard Webster | 1886–1892                                                                                      |
| Solicitor General                                      | Edward George Clarke | 1886–1892                                                                                      |
| Najwyższy Sędzia Wojskowy                              | William Thackeray Marriott | 1886–1892                                                                                      |
| Lord adwokat                                           | John Macdonald James Patrick Robertson vacat Charles Pearson | 1886–1888 1888–1891 1891 1891–1892                                                             |
| Solicitor General dla Szkocji                          | James Patrick Robertson Moir Tod Stormonth Darling Charles Pearson Andrew Murray | 1886–1888 1888–1890 1890–1891 1891–1892                                                        |
| Prokurator Generalny dla Irlandii                      | Hugh Holmes John George Gibson Peter O’Brien Dodgson Hamilton Madden | 1886–1887 1887–1888 1888–1890 1890–1892                                                        |
| Solicitor General dla Irlandii                         | John George Gibson Dodgson Hamilton Madden John Atkinson Edward Carson | 1886–1888 1888–1890 1890–1892 1892                                                             |
| Lord steward                                           | William Edgcumbe, 4. hrabia Mount Edgcumbe | 1886–1892                                                                                      |
| Lord szambelan                                         | Edward Bootle-Wilbraham, 1. hrabia Lathom | 1886–1892                                                                                      |
| Wiceszambelan Dworu Królewskiego                       | William Legge, wicehrabia Lewisham Brownlow Cecil, lord Burghley | 1886–1891 1891–1892                                                                            |
| Koniuszy królewski                                     | William Cavendish-Bentinck, 6. książę Portland | 1886–1892                                                                                      |
| Skarbnik Dworu Królewskiego                            | William Pleydell-Bouverie, 5. hrabia Radnor lord Walter Gordon-Lennox | 1886–1891 1891–1892                                                                            |
| Kontroler Dworu Królewskiego                           | Arthur William Hill | 1886–1892                                                                                      |
| Kapitan Gentelmen-at-Arms                              | George Barrington, 7. wicehrabia Barrington Robert St Clair-Erskine, 4. hrabia Rosslyn Charles Pelham, 4. hrabia Yarborough | 1886 1886–1890 1890–1892                                                                       |
| Kapitan Ochotników Gwardii                             | Algernon Keith-Falconer, 9. hrabia Kintore William Pery, 3. hrabia Limerick | 1886–1889 1889–1892                                                                            |
| Opiekun stajni królewskich                             | George Coventry, 9. hrabia Coventry | 1886–1892                                                                                      |
| Mistress of the Robes                                  | Louisa Montagu-Douglas-Scott, księżna Buccleuch | 1886–1892                                                                                      |
| Lord-in-waiting                                        | William Onslow, 4. hrabia Onslow William Pery, 3. hrabia Limerick John Henniker-Major, 5. baron Henniker John Hope, 7. hrabia Hopetoun William Buller-Fullerton-Elphinstone, 15. lord Elphinstone Dudley FitzGerald-de Ros, 24. baron de Ros William Waldegrave, 9. hrabia Waldegrave Alexander Bruce, 6. lord Balfour of Burleigh Charles Marsham, 4. hrabia Romney George Byng, 8. wicehrabia Torrington Victor Spencer, 3. baron Churchill Edward Fellowes, 1. baron de Ramsey George Irby, 6. baron Boston | 1886–1887 1886–1889 1886–1892 1886–1889 1886–1892 1887–1889 1889–1892 1889 1889–1892 1890–1892 |
| Dodatkowy lord-in-waiting                              | Mortimer Sackville-West, 1. baron Sackville | 1886–1888                                                                                      |